# Золотий м'яч 1962
«Золотий м'яч 1962»

18 грудня 1962
Найкращий футболіст Європи: 
 Йозеф Масопуст
 (вперше)

← 1961 * Золотий м'яч * 1963 →
Золотий м'яч 1962 року — 7-ме щорічне вручення нагороди найкращому футболісту Європи, за підсумками опитування від журналу «Франс Футбол».

## Процедура голосування
Участь у голосуванні за визначення найкращого футболіста в Європі взяли представники 19 футбольних асоціацій УЄФА, зокрема: Австрії, Англії, Бельгії, Болгарії, Греції, Іспанії, Італії, Нідерландів, Польщі, Португалії, СРСР, Туреччини, Угорщини, Франції, ФРН, Чехословаччини, Швейцарії, Швеції та Югославії.
Кожен із членів журі обирав п'ятьох футболістів, які, на його думку, є найкращими гравцями Європи. За перше місце нараховували 5 очок, за друге — чотири, за третє — три, за четверте — два, за п'яте — одне очко. Максимально переможець міг отримати 95 очок.
Результати голосування були опубліковані 18 грудня 1962 року в журналі France Football (№ 875).

## Підсумки голосування
Володарем нагороди став 31-річний чехословацький півзахисник празької «Дукли» Йозеф Масопуст.
| Місце | Гравець               | Клуб                      | Країна         | Очки | %      | Місця | Місця | Місця | Місця | Місця | К-ть голосів |
| Місце | Гравець               | Клуб                      | Країна         | Очки | %      | 1-ше  | 2-ге  | 3-тє  | 4-те  | 5-те  | К-ть голосів |
| ----- | --------------------- | ------------------------- | -------------- | ---- | ------ | ----- | ----- | ----- | ----- | ----- | ------------ |
| 1     | Йозеф Масопуст        | Дукла                     | Чехословаччина | 65   | 68,4 % | 9     | 3     | 2     | 1     |       | 15           |
| 2     | Еусебіу               | Бенфіка                   | Португалія     | 53   | 55,8 % | 4     | 5     | 3     | 1     | 2     | 15           |
| 3     | Карл-Гайнц Шнеллінгер | Кельн                     | Німеччина      | 33   | 34,7 % |       | 4     | 3     | 2     | 4     | 13           |
|       |                       |                           |                |      |        |       |       |       |       |       |              |
| 4     | Драгослав Шекуларац   | Црвена Звезда             | Югославія      | 26   | 27,4 % | 2     | 1     | 2     | 3     |       | 8            |
| 5     | Жеф Журіон            | Андерлехт                 | Бельгія        | 15   | 15,8 % | 1     | 1     |       | 2     | 2     | 6            |
| 6     | Джанні Рівера         | Мілан                     | Італія         | 14   | 14,7 % |       | 2     |       | 1     | 4     | 7            |
| 7     | Джиммі Грівз          | Тоттенгем Готспур         | Англія         | 11   | 11,6 % | 1     |       | 2     |       |       | 3            |
| 8     | Мілан Галич           | Партизан                  | Югославія      | 10   | 10,5 % | 1     |       | 1     | 1     |       | 3            |
| 9     | Джон Чарлз            | Ювентус Лідс Юнайтед Рома | Уельс          | 9    | 9,5 %  | 1     |       | 1     |       | 1     | 3            |
| 10    | Янош Гереч            | Уйпешт                    | Угорщина       | 6    | 6,3 %  |       | 1     |       |       | 2     | 3            |
|       |                       |                           |                |      |        |       |       |       |       |       |              |
| 11    | Жозе Агуаш            | Бенфіка                   | Португалія     | 4    | 4,2 %  |       | 1     |       |       |       | 1            |
| 11    | Деніс Лоу             | Торіно Манчестер Юнайтед  | Шотландія      | 4    | 4,2 %  |       | 1     |       |       |       | 1            |
| 11    | Омар Сіворі           | Ювентус                   | Італія         | 4    | 4,2 %  |       |       | 1     |       | 1     | 2            |
| 11    | Раймон Копа           | Реймс                     | Франція        | 4    | 4,2 %  |       |       |       | 2     |       | 2            |
| 15    | Луїс дель Соль        | Реал Мадрид Ювентус       | Іспанія        | 3    | 3,2 %  |       |       | 1     |       |       | 1            |
| 15    | Андрей Квашняк        | Спарта (Прага)            | Чехословаччина | 3    | 3,2 %  |       |       | 1     |       |       | 1            |
| 15    | Андре Лерон           | Стад Франсе               | Франція        | 3    | 3,2 %  |       |       | 1     |       |       | 1            |
| 15    | Луїс Суарес           | Інтернаціонале            | Іспанія        | 3    | 3,2 %  |       |       | 1     |       |       | 1            |
| 19    | Флоріан Альберт       | Ференцварош               | Угорщина       | 2    | 2,1 %  |       |       |       | 1     |       | 1            |
| 19    | Курт Хамрін           | Фіорентіна                | Швеція         | 2    | 2,1 %  |       |       |       | 1     |       | 1            |
| 19    | Горст Немец           | Аустрія (Відень)          | Австрія        | 2    | 2,1 %  |       |       |       | 1     |       | 1            |
| 19    | Хоакін Пейро          | Атлетіко (Мадрид) Торіно  | Іспанія        | 2    | 2,1 %  |       |       |       | 1     |       | 1            |
| 19    | Вільям Шройф          | Слован (Братислава)       | Чехословаччина | 2    | 2,1 %  |       |       |       | 1     |       | 1            |
| 19    | Ерне Шоймоші          | Уйпешт                    | Угорщина       | 2    | 2,1 %  |       |       |       | 1     |       | 1            |
| 25    | Франсіско Хенто       | Реал Мадрид               | Іспанія        | 1    | 1,1 %  |       |       |       |       | 1     | 1            |
| 25    | Едзіо Паскутті        | Болонья                   | Італія         | 1    | 1,1 %  |       |       |       |       | 1     | 1            |
| 25    | Лайош Тіхі            | Гонвед                    | Угорщина       | 1    | 1,1 %  |       |       |       |       | 1     | 1            |

## Цікаві факти
- Розподіл по амплуа серед 27 футболістів згаданих в анкетах наступний: 1 воротар, 3 захисники, 8 півзахисників та 15 нападників.[1]
- 27 гравців згаданих в анкетах представляли 14 країн, з них найбільше було від Угорщини та Іспанії — по 4 представники, по 3 — від Італії та Чехословаччини, по 2 — від Португалії, Франції та Югославії.
- Вперше жодного голосу не отримали представники СРСР.
- Вперше лауреатом трофею став представник чехословацької першості. Лідером за цим показником залишається іспанський чемпіонат — 4 трофеї.
- 10 новачків, які були названі в анкетах респондентів, довели загальну кількість гравців, згаданих в усіх опитуваннях, до 112-ти.
- Вперше серед номінантів був названий представник Бельгії — нападник «Андерлехта» Жеф Журіон. Бельгія стала двадцятою країною представник, якої був відмічений респондентами.